# Degarelix
Degarelix ist ein synthetisches Peptid, das zur Behandlung des fortgeschrittenen hormonabhängigen Prostatakarzinoms eingesetzt wird. Es ist ein sogenannter GnRH-Antagonist, der eine schnelle Senkung des Testosteronspiegels innerhalb weniger Tage herbeiführt und somit eine ähnliche Sofortwirkung wie eine Orchiektomie erzielt. Man spricht in diesem Zusammenhang von einer Androgen-Deprivations-Therapie (ADT). Die primäre Alternative zum GnRH-Antagonisten, die LHRH-Agonisten, benötigen zur gleichwertigen Senkung der Sexualhormonspiegel vier Wochen.
Das Medikament ist seit Dezember 2008 in den USA zugelassen. Im Februar 2009 erteilte die Europäische Arzneimittel-Agentur dem Unternehmen Ferring Pharmaceuticals die Genehmigung für das Inverkehrbringen von Degarelix (Handelsname Firmagon®) in der gesamten Europäischen Union.

## Wirkungsmechanismus
Degarelix ist dem körpereigenen Gonadotropin-Releasing-Hormone (GnRH) nachempfunden und wirkt als GnRH-Antagonist. Der Wirkstoff blockiert direkt die Rezeptoren im Vorderlappen der Hirnanhangdrüse und führt so innerhalb weniger Tage zu einer schnellen, deutlichen und langanhaltenden Senkung des Testosteronspiegels. Ein initialer Testosteronanstieg wie bei den LHRH-Agonisten bleibt hier aus.
Nach der Gabe von Degarelix wurde bei 99 % der Patienten der Testosteronspiegel innerhalb einer Woche unter Kastrationsniveau gesenkt.

## Studienergebnisse
Epidemiologische Daten haben gezeigt, dass es unter einer Androgen-Deprivations-Therapie zu einer Veränderung des Stoffwechsels (Herabsetzung der Glukosetoleranz oder zur Verschlechterung einer bestehenden Diabetes mellitus) kommt und dass ein erhöhtes Risiko für kardiovaskuläre Erkrankungen bestehen kann. Studien konnten zeigen, dass ein GnRH-Antagonist im Vergleich zu LHRH-Agonisten das Risiko für kardiovaskuläre Ereignisse während der Androgen-Deprivations-Therapie um rund 50 % senken konnte. Da ca. 33 % aller Patienten mit hormonsensitivem Prostatakrebs bereits vor der Behandlung kardiovaskuläre Risiken und/oder Erkrankungen aufweisen ist die Behandlung mit einem GnRH-Antagonisten für diese Risikogruppe geeignet.
Das Prostatakarzinom metastasiert vorrangig in die lokalen Lymphknoten oder in das Skelett (Knochenmetastasen). Testosteron fördert das Wachstum der Krebszellen und somit das Größenwachstum des Tumors und der Metastasen.
Ein schnelles und direktes Absenken des Testosteronspiegels kann sich dadurch positiv auf die mit Knochenmetastasen verbundenen Schmerzen auswirken. Studien haben gezeigt, dass eine 50 % höhere Wahrscheinlichkeit der Schmerzfreiheit unter Degarelix im Vergleich zu LHRH-Agonisten (Goserelin) besteht.

## Nebenwirkungen
Bei einer ADT mit Degarelix können Nebenwirkungen auftreten. Viele davon sind direkt mit der schnellen Absenkung des Testosteron-Spiegels verbunden und stellen typische Reaktionen des Körpers auf den Hormonentzug dar. Das Auftreten dieser Nebenwirkungen zeigt aber auch, dass die Therapie erfolgreich anschlägt.
Sehr häufig treten Hitzewallungen und Reaktionen an der Injektionsstelle auf.